# Grupo de M77
El Grupo de M77 o Grupo de NGC 1068 es un pequeño grupo de galaxias a unos 47 millones de años luz en la constelación de Cetus. Su componente principal, que da nombre al grupo, es la galaxia espiral M77.

## Miembros
| Nombre        | Tipo    | A.R. (J2000)     | Dec. (J2000) | Magnitud aparente |
| ------------- | ------- | ---------------- | ------------ | ----------------- |
| M77           | SA(rs)b | 02 h 42 m 40.7 s | -00°00′48″   | 9.6               |
| NGC 1055      | Sb      | 02 h 41 m 4.3 s  | +00°26′34″   | 10.6              |
| NGC 1073      | SABc    | 02 h 43 m 40.7 s | +01°22′33″   | 11.0              |
| UGC 2162      | Im      | 02 h 40 m 23.4 s | +01°13′43″   | 16.2              |
| UGC 2275      | Sm      | 02 h 47 m 57.8 s | +03°53′08″   | 17.1              |
| UGC 2302      | Sm      | 02 h 49 m 08.7 s | +02°07′37″   | 13.8              |
| UGCA 44       | Irr     | 02 h 49 m 19 s   | -02°38.6′    | 18                |
| Markarian 600 | SB      | 02 h 51 m 04.5 s | +04°27′14″   | 15.8              |

NGC 1087, NGC 1090 y NGC 1094 son galaxias cercanas sólo en apariencia; su desplazamiento al rojo mucho mayor indica que están más alejadas. 